# リロウ・グラシエット
リロウ・グラシエット（Lilou Graciet、2004年2月26日 - ）は、フランスの女子ラグビー選手。

## プロフィール
- フランス出身[1]。
- 身長 166cm、体重 60kg
- ポジションはウィング(WTB)。

## 略歴
2022年、ラグビーワールドカップセブンズ2022の7人制女子フランス代表に選ばれて3位に貢献。